# Oleg Grishkine
Oleg Grischkin, né le 10 février 1975 à Moscou, est un coureur cycliste russe des années 2000.

## Palmarès sur route

### Par années
- 1997
  - Cinq anneaux de Moscou
- 1998
  - Grand Prix de l'industrie et du commerce de San Vendemiano
  - 2e du Circuito del Porto-Trofeo Arvedi
- 2000
  - Gran Premio Calvatone
- 2002
  -  Champion de Russie sur route
  - Grand Prix de Tallinn-Tartu
  - 2e de la First Union Classic
- 2003
  - Grand Prix de Rennes
  - Tour de la mer de Chine méridionale :
    - Classement général
    - 1re, 4e, 5e et 6e étapes

  - 2e étape du Tour de Beauce
  - 2e de la Wachovia Classic
- 2007
  - 4eb étape du Tour de Beauce
  - 2e du Gastown Grand Prix
  - 3e du Tour de Somerville
  - 3e de la Reading Classic

### Classements mondiaux
| Année            | 2005  | 2006 | 2007 |
| ---------------- | ----- | ---- | ---- |
| UCI America Tour | 366e  | 69e  | 80e  |
| UCI Asia Tour    | 39e   |      |      |
| UCI Europe Tour  | 1059e | 897e |      |

## Palmarès sur piste

### Jeux olympiques
- Athènes 2004
  - 17e de l'américaine

### Coupe du monde
- 1999
  - 2e de l'américaine à Mexico
- 2004
  - 3e de la poursuite par équipes à Moscou
  - 3e de l'américaine à Moscou

### Championnats de Russie
- 1999
  -  Champion de Russie de l'américaine